# Südfriedhof (Frankfurt am Main)

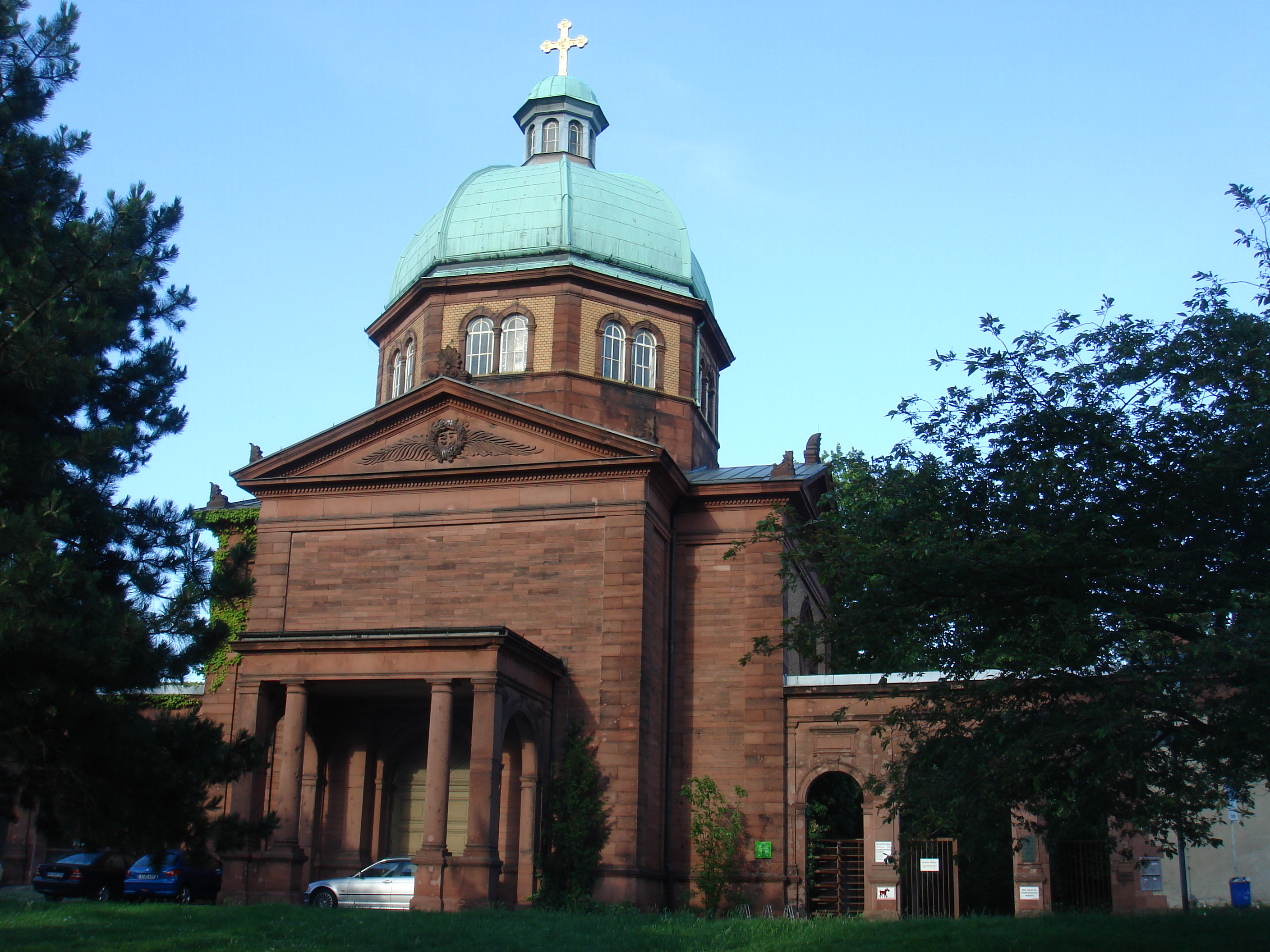
Trauerhalle am Südfriedhof

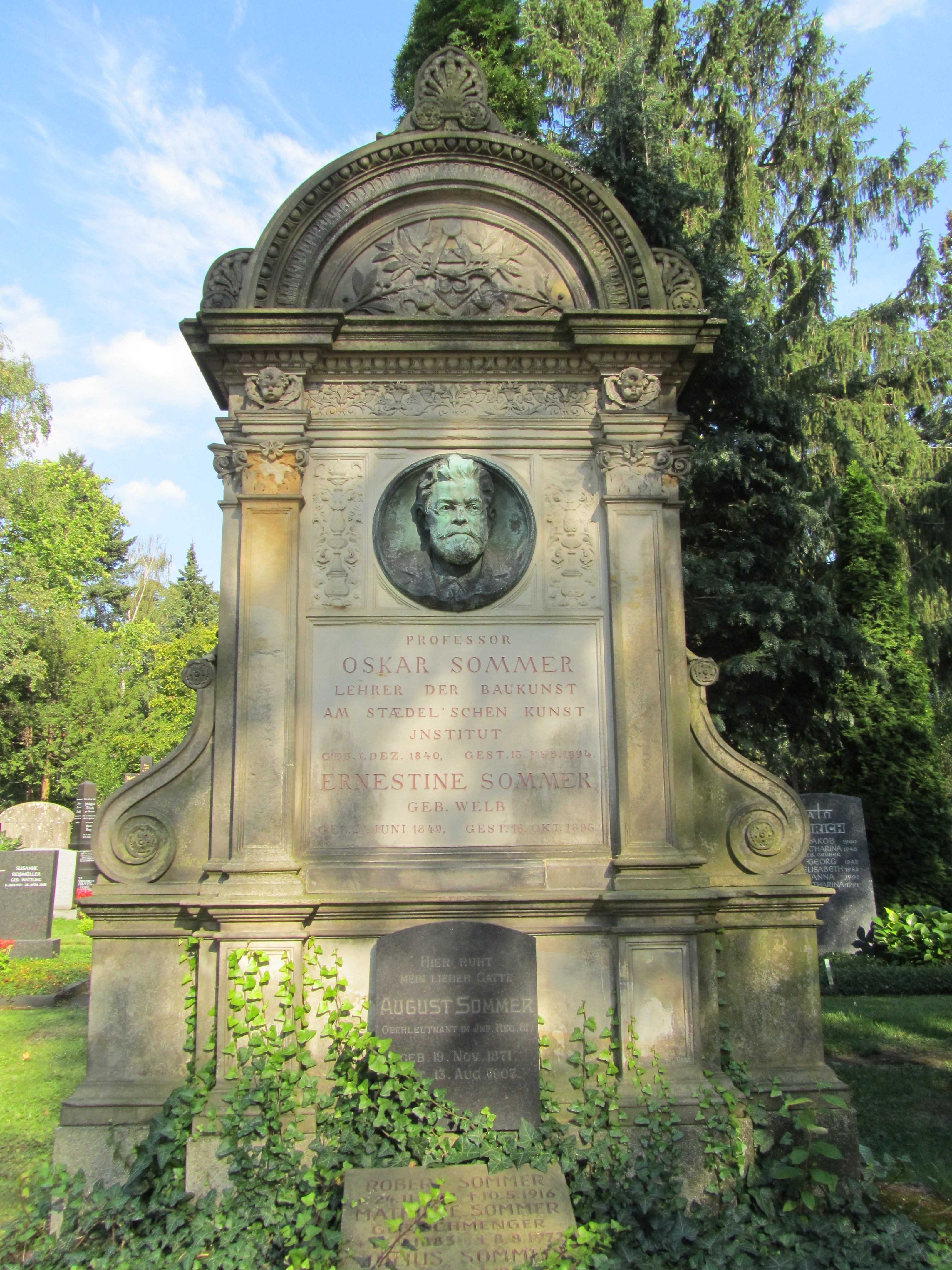
Grabmal des Architekten Oskar Sommer

Der Südfriedhof ist ein Friedhof in Frankfurt am Main im Stadtteil Sachsenhausen. Der Friedhof wurde im Jahre 1868 als Ersatz für den geschlossenen Alten Sachsenhäuser Friedhof in der Brückenstraße/Schifferstraße eröffnet.

## Lage
Der Friedhof liegt im südlichen Teil von Sachsenhausen und grenzt östlich an die Darmstädter Landstraße an. Gegenüber liegt das Hotel-Hochhaus Leonardo Royal Hotel Frankfurt. Unweit zum Friedhofsareal liegt südlich die Sachsenhäuser Warte, und nördlich die Binding-Brauerei sowie das Gebiet der ehemaligen Henninger Brauerei. Der Friedhof befindet sich in unmittelbarer Nähe der Einflugschneise des Flughafens Frankfurt.
Der Friedhof hat eine Größe von 13 Hektar und ist die Grabstätte von etwa 13.000 Verstorbenen. Darunter befinden sich auch deutsche und französische Gefallene des Deutsch-Französischen Krieges 1870/71, Gefallene des Ersten Weltkrieges und des Zweiten Weltkrieges und zivile Opfer der Luftangriffe auf Frankfurt am Main.

## Geschichte
Seit 1508 befand sich der Sachsenhäuser Friedhof am Südende der Brückengasse bei der Elisabethkapelle. Nach der Einführung der Reformation in Frankfurt 1533 diente der Friedhof ausschließlich der Bestattung von lutherischen Verstorbenen, da es zunächst fast keine Angehörigen anderer Konfessionen mehr gab. Erst ab 1812 durften auch Katholiken auf dem Sachsenhäuser Friedhof beerdigt werden.
Nach der Schleifung der Frankfurter Stadtbefestigung Anfang des 19. Jahrhunderts wuchs die früher dörfliche Vorstadt Sachsenhausen rasch, so dass der alte Friedhof bald zu klein wurde. Außerdem bildete er ein Verkehrshindernis, das der Verlängerung der Brückengasse in Richtung Südbahnhof im Wege stand.
1864 beschloss der Rat daher, einen neuen Friedhof vor den Toren Sachsenhausens zu errichten. Der Friedhof wurde im Jahre 1868 eröffnet und der alte Friedhof geschlossen. Er dient heute als Grünanlage.
Die Trauerhalle im Stile des florentinischen Barocks wurde vom damaligen Stadtinspektor Koch entworfen und erst später im Jahre 1896 errichtet. Die Inneneinrichtung wurde von dem Historienmaler Leopold Bode vorgenommen. Die Trauerhalle wurde im Zweiten Weltkrieg weitestgehend zerstört und 1950 wieder aufgebaut. Der Friedhof wurde als Parkfriedhof angelegt und ist in seinem Konzept und in seiner Gestaltung in Teilen einem englischen Landschaftsgarten nachempfunden.

## Persönlichkeiten
Auf dem Frankfurter Südfriedhof befinden sich die Gräber einiger bekannter Persönlichkeiten.
- Paul Andorff (1849–1920), Maler
- Otto Bäppler (1868–1922), Architekt
- Carlo Bohländer (1919–2004), Jazzmusiker
- Rolf-Ernst Breuer (1937–2024), Bankmanager
- Wilhelm Busch (1868–1921), Theologe
- Karl Dedecius (1921–2016), Schriftsteller und Übersetzer
- Otmar Emminger (1911–1986), Bundesbankpräsident
- Alois Giefer (1908–1982), Architekt – Gewann E207/208
- Bernd Hölzenbein (1946–2024), Fußballspieler und Fußballfunktionär
- Hadayatullah Hübsch (1946–2011), Schriftsteller
- Georg Kalischer (1873–1938), Chemiker – Gewann A 1059 c
- Richard Kirn (1905–1979), Journalist und Schriftsteller – Gewann D 898
- Georg Krämer (1906–1969), Bildhauer – Gewann G 25 Ug
- Eduard Lampe (1857–1914), Arzt, Mitbegründer der Lampe'schen Klinik für Zuckerkranke
- Hans Leistikow (1892–1962), Grafiker – Gewann E 195
- Hermann Mäckler (1910–1985), Architekt
- Bernhard Mannfeld (1848–1925), Maler und Grafiker – Gewann D 606
- Oswald von Nell-Breuning SJ (1890–1991), Theologe, Nationalökonom und Sozialphilosoph – Gewann A an der nördlichen Mauer Nr. 27 (Jesuitengrab)
- Franz Oppenheimer (1864–1943), Soziologe und Nationalökonom[2]
- Heinrich Petry (1832–1904), Bildhauer – Gewann B 580/581
- Max Pruss (1891–1960), Luftschiffer – Gewann A 54/56
- Boris Rajewsky (1893–1974), Biophysiker – Gewann E 307
- Ernst Siehr (1869–1945), Politiker, Oberpräsident der Provinz Ostpreußen
- Oskar Sommer (1840–1894), Architekt – Gewann A 310/311
- Johann Gerhard Christian Thomas (1785–1838), Politiker und Historiker, mehrfacher Älterer Bürgermeister der Freien Stadt Frankfurt – Gewann A an der nördlichen Mauer Nr. 57[3]
- Carl Oskar Ursinus (1878–1952), Ingenieur und Luftfahrtpionier – Gewann B 1258
- Helmut Walcha (1907–1991), Organist, Komponist und Professor für Orgel an der Hochschule für Musik und Darstellende Kunst Frankfurt am Main – Gewann F 119

## Denkmalschutz

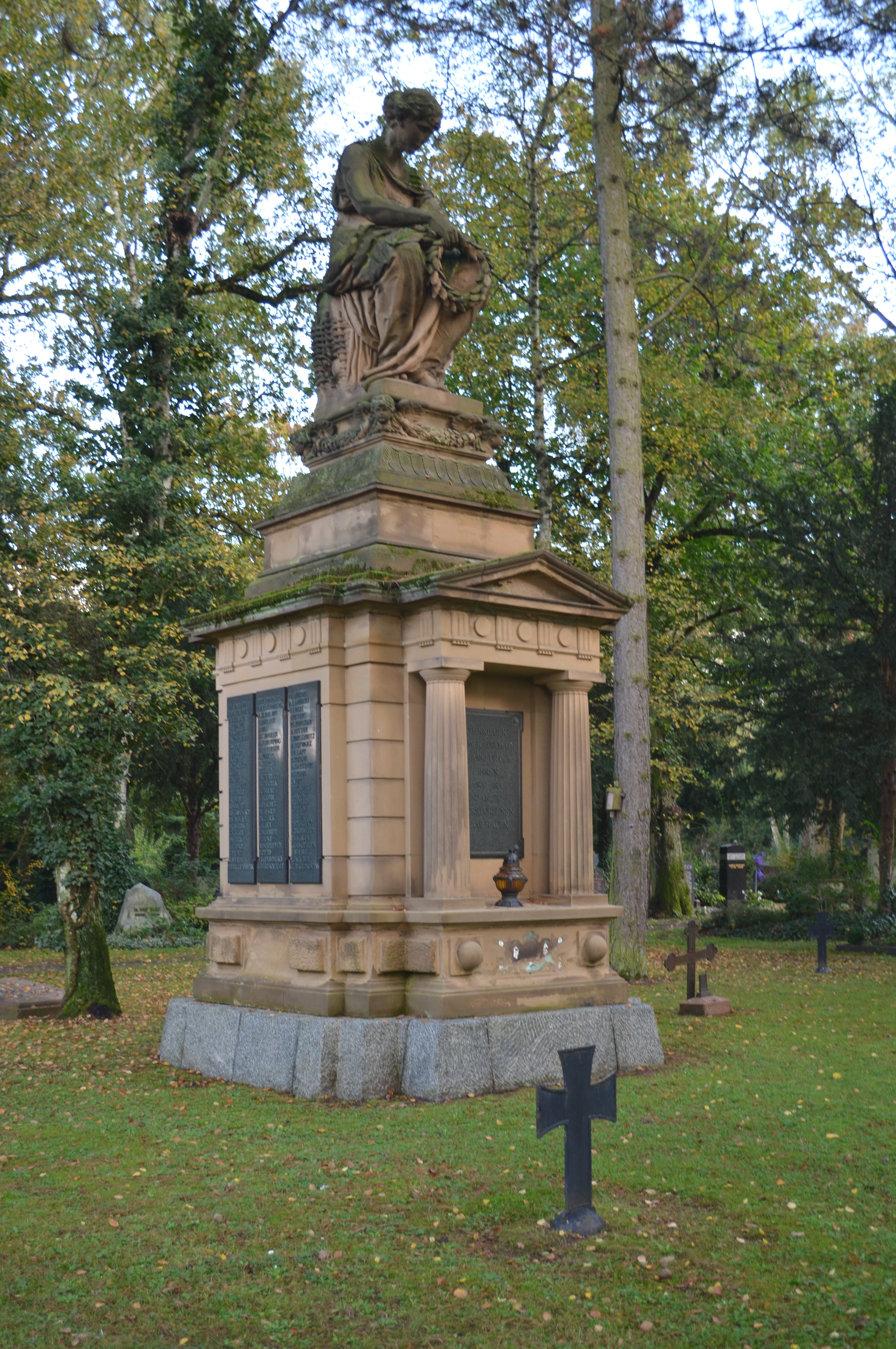
Das zentrale Ehrenmal aus gelbem Sandstein trägt die Skulptur einer überlebensgroßen sitzenden Frau, die als trauernde Germania aufgefasst werden kann. Inschrift: „Die Kriegerkameradschaft Frankfurt a. M. ihren 1870–1871 dahier verstorbenen Kameraden“.

Eine Vielzahl von Gräbern aber auch der Eingangsbau sowie die Ehrenmale stehen unter Denkmalschutz.